# شرکت تامی هیلفیگر

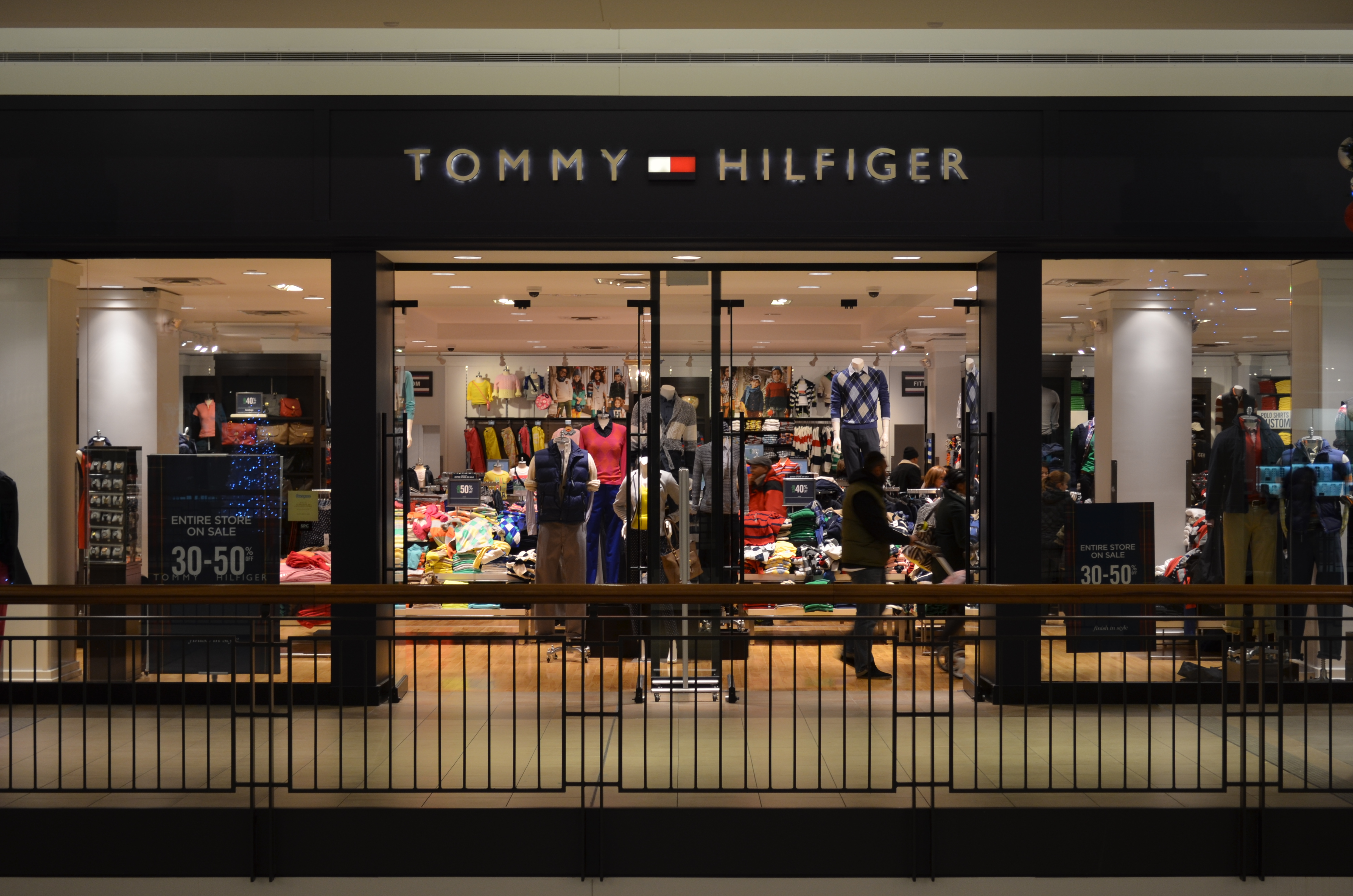
شعبه‌ای از تامی هیلفیگر از فیرویو مال، تورنتو

تامی هیلفیگر کورپوریشن، (به انگلیسی: Tommy Hilfiger Corporation) شرکت کالای لوکس آمریکایی است، که در زمینه طراحی، تولید و توزیع انواع لباس، کفش، جواهرات، عینک و ساعت فعالیت می‌نماید.
شرکت تامی هیلفیگر در سال ۱۹۸۵ توسط تامی هایلفیگر راه‌اندازی شد و هم‌اکنون شرکت تابعه‌ای از کمپانی پی‌وی‌اچ به‌شمار می‌آید.
دفاتر مرکزی این شرکت در نیوجرسی، ایالات متحده آمریکا، آمستردام، هلند و چئونگ شا وان، هنگ کنگ مستقر می‌باشند.